# Peter Griffin (énekes)
Peter Griffin, született Peter Kamp (?, 1939. december 17. – ?, 2007. január 17.) német énekes, dalszerző. Az 1980-as évek elején néhány jelentősebb diszkó-siker fűződik a nevéhez. Dalait angol nyelven énekelte.

## Művészi pályája és élete
Első kislemezét 1977-ben adta ki I Hate Music (Utálom a zenét) címmel. Első nagylemeze a Hurricane Is Coming 1980-ban jelent meg. Korának azon kevés albuma közé tartozik, melynek egy lassú szám kivételével összes dala kiválóan táncolható. A róla kimásolt Spiderman és Wake Up dalok jelentős diszkó sikernek számítottak. Második albuma és 1984-ig megjelent többi kislemeze nem aratott különösebb sikert. 1989-ben egy kislemez erejéig visszatért, az 1989-es tenisz Davis-kupa alkalmára adott ki egy dalt. 
Az 1970-es évek második felétől a Baden-Baden-i Griffin's diszkó tulajdonosa volt. Zenész karrierje után több vendéglőt nyitott a világ különféle pontján. Öt gyermeke van, egyikük Alexandra Kamp, német színésznő. Baden-Baden városában halt meg, 2007-ben.

## Albumai
- Hurricane Is Coming (1980)
- Step By Step (1981)

## Kislemezei
- I Hate The Music, 1977
- I'm In The Race / Back To The Islands, 1978
- Spiderman, 1979
- Just When I Needed You Most, 1979
- Step By Stepm, 1980
- Wake Up, 1980
- Inside Out, 1981
- I've Lost My Way, 1981
- Step By Step, 1981
- You Know What To Do, 1982
- Letric Metric, 1983
- I Can't Say No, 1984
- Peter Griffin And Nation's Heartbeat - The Final Heroes, 1989